# 圭拉鹃
圭拉鵑，是鵑形目杜鵑科圭拉鵑屬下的唯一一種鳥類。這種鳥類大多分佈於亞馬遜河以南的乾燥開闊地區，主要在地面上以昆蟲為食。可能是從亞馬遜河口到阿根廷中部各種乾燥環境中最常見的一種杜鵑鳥。
這種鳥類全身為白、沙、褐、黑色組成的複雜羽色，並有明顯的頭冠。其特點在於其高度的社交性，牠們可以形成多達20隻的群體，一同覓食、棲息、理毛跟取暖。:525圭拉鵑同時具有多樣的繁殖形式：牠們可以在一個公共巢中繁殖，也能獨自繁殖，或是在其他鳥類的巢中下蛋並參與孵化，但是並沒有巢寄生的行為。:281:538
這種鳥類雖然害怕寒冷的冬季，但是受益於人類開發環境後所製造的開闊空地，其數量據信正逐漸上升中，並在過去一百年內擴張了其分佈範圍，故在《國際自然保護聯盟瀕危物種紅色名錄》中被列入無危物種。:281

## 物種分類與命名
該物種最早的描述出自1648年德國自然學家格奧爾格·馬奇拉夫之著作《巴西自然史》（Historia Naturalis Brasiliae），並給予其「Guira acangatara」此一名稱。其名源自瓜拉尼人所使用的瓜拉尼語，他們稱呼鳥類為。:181在1788年之前，此資料被多個文獻重複引用。到了1788年，德國博物學家約翰·弗里德里希·格梅林在其改版的《自然系統》第十三版內將過往資料整理並以的二名法名稱將其列為一個在杜鵑屬下的正式物種。
1830年，法國博物學家勒内-普里梅韦勒·莱松將圭拉鵑獨立為一新屬圭拉鵑屬，並直接沿用了其原有的種小名作為屬名。:181這也是迄今圭拉鵑屬下唯一的物種。
|  | \| \| 溝嘴犀鵑 \| \| \| \| \| \| 平嘴犀鵑 \| \| \| \| |
|  |                                                                 |
|  | 大犀鵑                                                          |
|  |                                                                 |
|  | 溝嘴犀鵑                                                        |
|  |                                                                 |
|  | 平嘴犀鵑                                                        |
|  |                                                                 |

|  | 溝嘴犀鵑 |
|  |          |
|  | 平嘴犀鵑 |
|  |          |

|  | \| \| 溝嘴犀鵑 \| \| \| \| \| \| 平嘴犀鵑 \| \| \| \| |
|  |                                                                 |
|  | 大犀鵑                                                          |
|  |                                                                 |
|  | 溝嘴犀鵑                                                        |
|  |                                                                 |
|  | 平嘴犀鵑                                                        |
|  |                                                                 |

|  | 溝嘴犀鵑 |
|  |          |
|  | 平嘴犀鵑 |
|  |          |

|  | \| \| 溝嘴犀鵑 \| \| \| \| \| \| 平嘴犀鵑 \| \| \| \| |
|  |                                                                 |
|  | 大犀鵑                                                          |
|  |                                                                 |
|  | 溝嘴犀鵑                                                        |
|  |                                                                 |
|  | 平嘴犀鵑                                                        |
|  |                                                                 |

|  | 溝嘴犀鵑 |
|  |          |
|  | 平嘴犀鵑 |
|  |          |

|  | \| \| 溝嘴犀鵑 \| \| \| \| \| \| 平嘴犀鵑 \| \| \| \| |
|  |                                                                 |
|  | 大犀鵑                                                          |
|  |                                                                 |
|  | 溝嘴犀鵑                                                        |
|  |                                                                 |
|  | 平嘴犀鵑                                                        |
|  |                                                                 |

|  | 溝嘴犀鵑 |
|  |          |
|  | 平嘴犀鵑 |
|  |          |

目前與其關係最為接近的是犀鵑屬下的三個物種，並與該屬成員一起形成犀鵑亞科。目前被認定圭拉鵑沒有亞種，是一個單型種。

## 形態描述

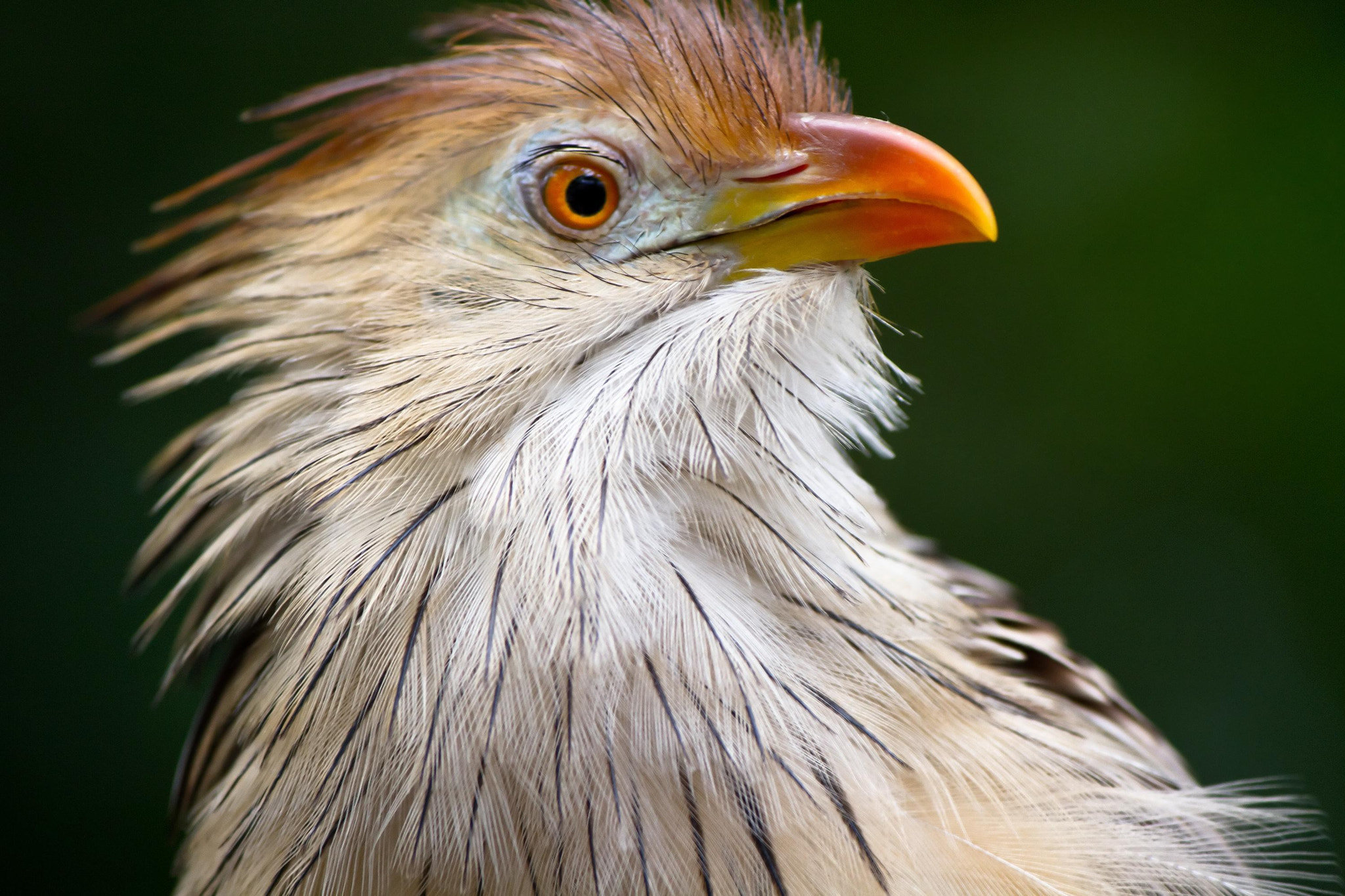
圭拉鵑的頭部特寫，攝於美國國立百鳥園

圭拉鵑的體長平均約36—40公分，體重平均約141—169公克。其鳥喙寬平均7.5公釐、深平均11.5公釐、嘴峰長平均约30.7公釐；翼長平均17.4公分；跗蹠平均長36.4公分；尾長平均21.4公分。壽命約9—10年。
頭頂有不整齊的冠羽，這些呈沙色的羽毛經常豎立起來，眼周較淡。:284通常其眼睛和鳥喙為黃色，但有些個體的是橙色，且喙厚、向下彎曲。上半身呈黑色，背部和翅膀羽毛有寬白色條紋，邊緣呈白色。下半身呈淺沙或白色，喉部和胸部有細黑色條紋。尾巴較長，上尾羽覆羽呈橙或沙色，中央尾羽為較深的褐色，其餘的尾羽呈黑色，末端寬白。腿和腳呈粉紅色或藍灰色。雌性在體型上可能稍微略大一些。在外觀上可能看起來較為雜亂，且身上具有強烈的氣味。
幼鳥的外觀類似於成鳥，但鳥喙和眼睛是灰色的。剛孵化的雛鳥口腔是粉紅色的，上顎和舌頭周圍有白色的斑點。:528通常皮膚較淺，上身長有白色絨毛，鳥喙偏淡，並有黑色的喙脊和下喙，舌尖有黑條紋。:603

## 棲息地與分佈
這種鳥類多分佈於南美洲的亞馬遜河以南的地區，包含了低地和安第斯山腳下，南至北巴塔哥尼亞，是不遷徙的留鳥。有所分佈的國家包含巴西、玻利維亞、巴拉圭、阿根廷和烏拉圭。:284但也有在荷属安的列斯發現牠們的蹤跡。:542海拔分佈則從海平面到1200多公尺處皆可發現。:603
生存的環境為稀樹草原、乾燥或乾旱的林地、灌木地或者有灌木和樹木的開放區域。並也能出現在人造環境下的公園、花園或牧場中。:526如果該地區由開闊地區變回森林地帶，這種鳥類便會消失於該地。:284

## 習性

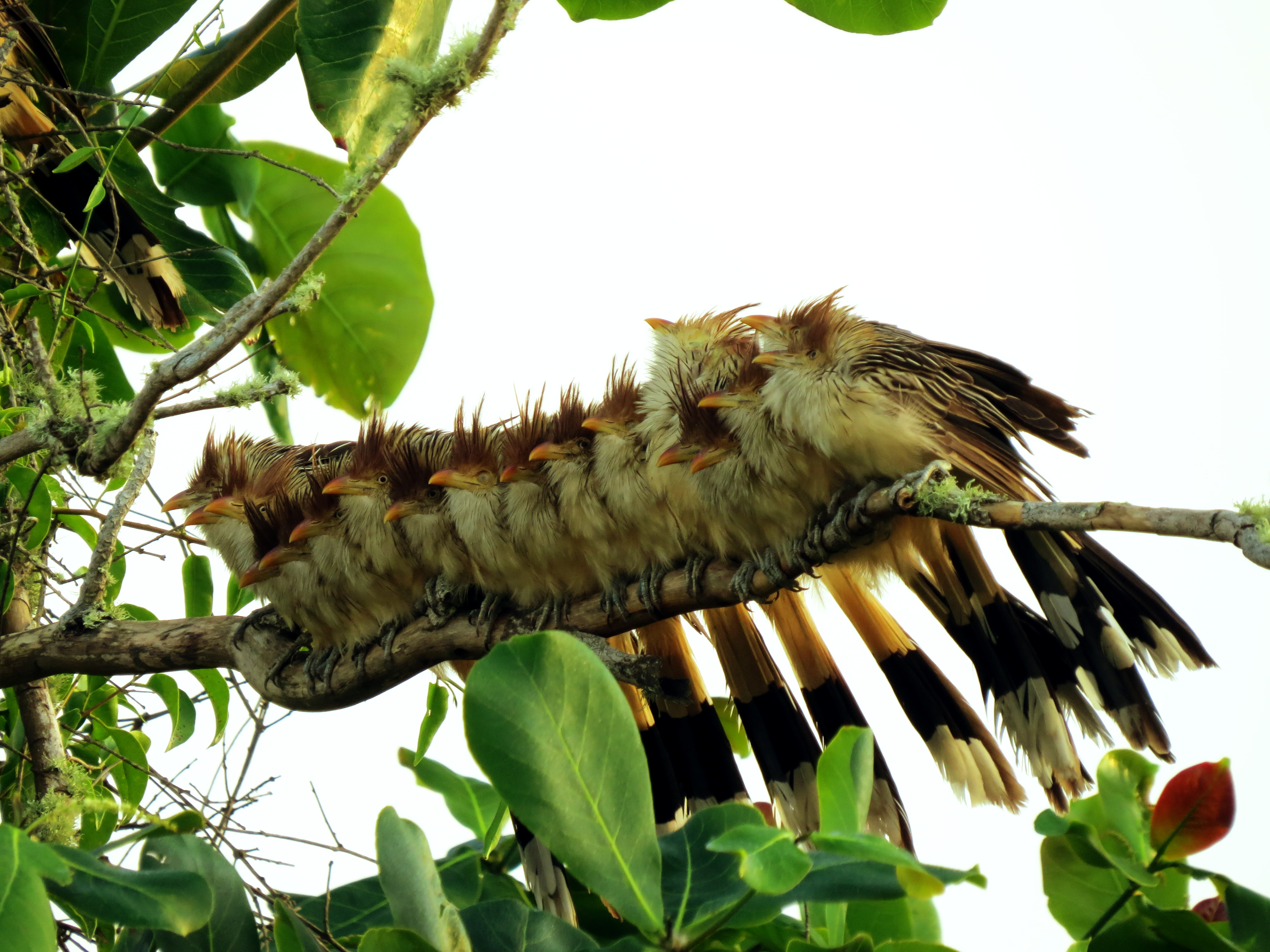
正擠在一起取暖的圭拉鵑，攝於巴西里約熱內盧州阿尔马桑多斯布齐奥斯

圭拉鵑如同其他犀鵑亞科成員，是高度社會化的鳥類。:525通常可以多達20隻的群體覓食、理毛、棲息及取暖（另一記錄顯示2至13隻，主要為6隻）。:525在晝夜之間都會活動。
其飛行能力並非很強，大多數時間裡都在跳躍及滑翔，在空中時會類似於在風中的風箏，隨風漂浮。:278在山區時則非常善於利用強風滑翔，以翅膀保持V形的方式在不用拍動任何一次翅膀的情況下，在空中上升或下降移動一段長距離。:278

### 食性

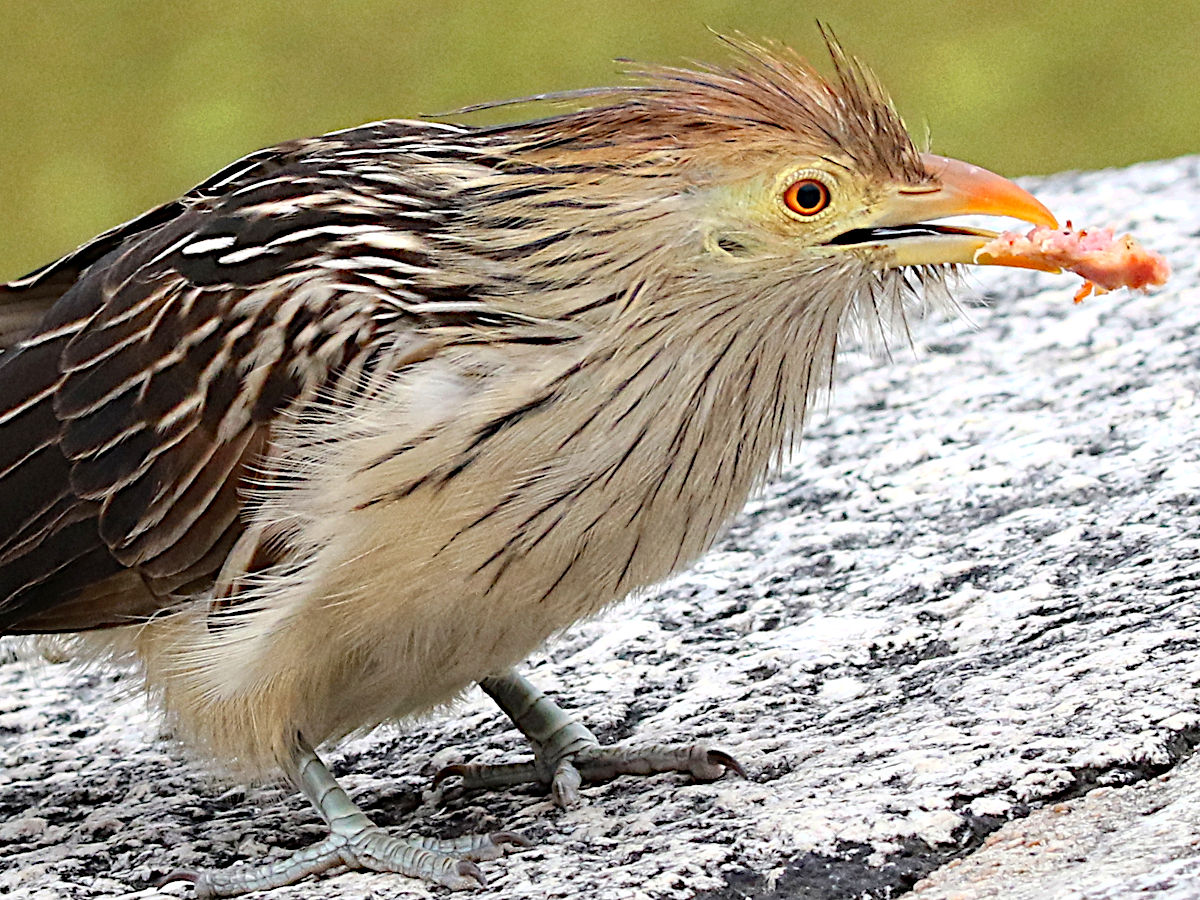
覓食中的圭拉鵑

主要以昆蟲為食，並輔以小型脊椎動物如老鼠、小型爬行動物或是其他鳥類的蛋和雛鳥。如蚱蜢、蟬、飛行的白蟻、青蛙、蜥蜴或蛇等。:603並會吐出食丸。:279在圈養環境下，牠們也食用小鼠跟大鼠。
因為其飛行能力不強，所以通常在地面上群體覓食。:603

### 繁殖
在巴西，一些圭拉鵑會在乾燥的5月至8月繁殖，但最主要會在8月至11月的雨季繁殖；在烏拉圭和阿根廷則在11月至12月繁殖。:603圭拉鵑經由DNA鑑定其後代後，發現這些子代常常是半同胞（即同父異母或同母異父）的關係，表示這種鳥類並非一夫一妻制。:538雄性圭拉鵑會在地面上張開翅膀圍繞著雌性跳舞，並在適時的時機踩住雌性的尾巴，並爬到雌性的背交配。:280巢穴由樹枝搭建而成，高掛在樹上，並可以每年重複使用。
這種鳥類並不像其他杜鵑一樣進行巢寄生繁殖，但仍被發現可能會在其他同類或物種如滑嘴犀鵑的巢中產卵，讓寄主一起孵卵，但有時也被發現會去參與孵卵行為。:281這種鳥類也會採群體繁殖，一些公共的巢中可能會發現多達10顆蛋。通常會有複數隻雌鳥一同看顧一個巢內不同父母的卵。:538不過圭拉鵑有時也有獨自一巢的情形，若在建巢的雌鳥產卵之前就發現巢內就有其他卵，雌鳥不是會把其他鳥蛋丟棄就是至地面上產卵。:281

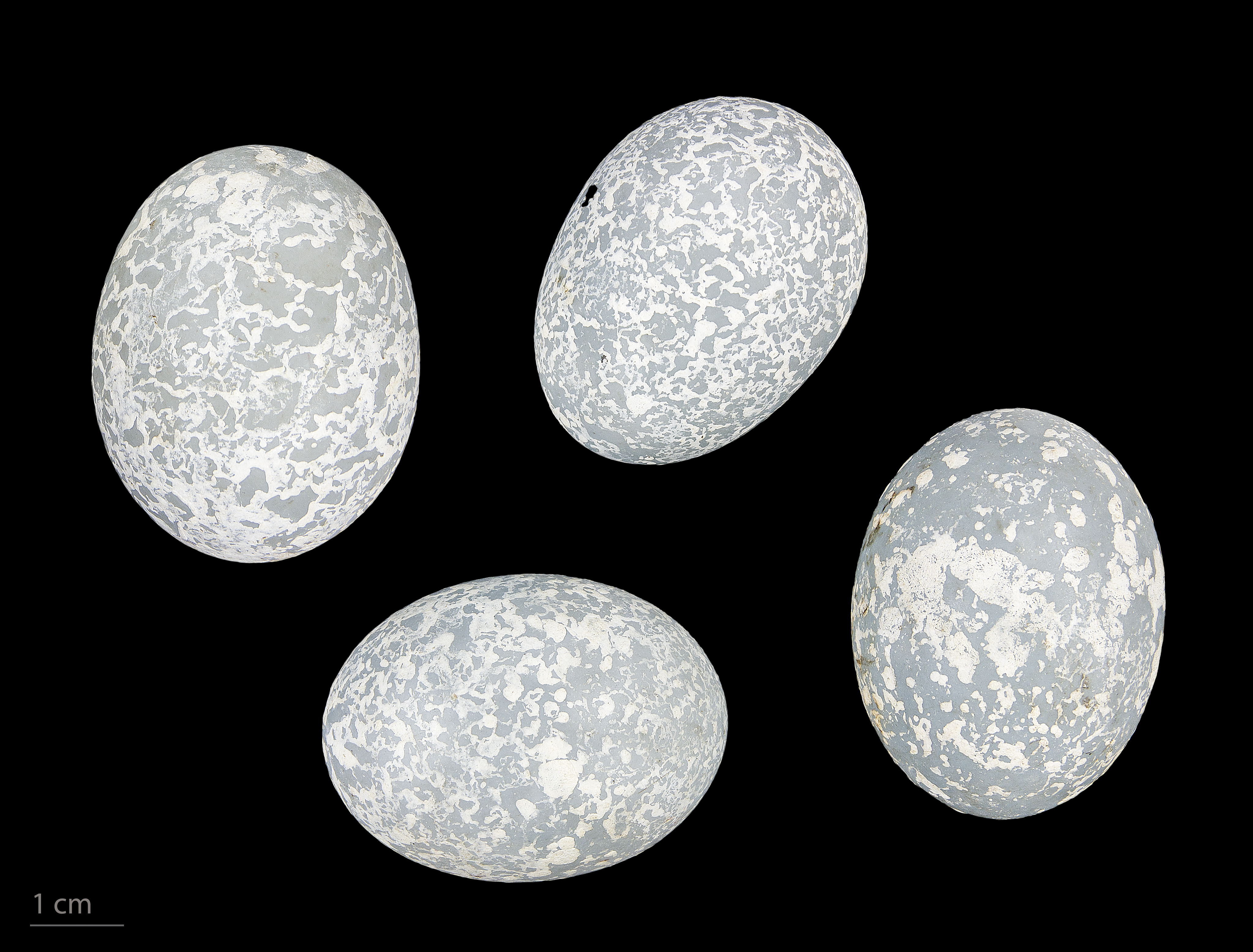
圭拉鵑的卵

其卵為海綠色，並在表面覆蓋著一層凸出的白色鈣質網紋，而父母似乎就依靠這些網紋來辨識自己的卵。:280:542卵平均寬28公釐、長37公釐，重量平均25公克，可占雌鳥體重的17％—25％。:280:603卵會在12—15天左右後孵化。:281幼鳥會在孵化後12—15天後離巢，並在由雙親照顧三週後才獨自生活。
因各種原因，如其他父母將其他鳥蛋拿走並扔到地上，蛋在孵化期間中的任何時期都有可能會損失掉，在一次觀察中顯示只有26％的蛋孵化成為雛鳥。:542而另一次在巴西的觀察中，有32％的蛋被丟失或消失，而這32％當中有76％被發現在巢下面的地面上。:538且幼鳥在成長過程中很容易內鬥或被其他成鳥攻擊而死亡。:538在同一在於巴西的觀察中最終有26％的蛋（當中55％的幼鳥）成功離巢。

### 叫聲
其叫聲是帶有哀傷感的「piiioo、piiioo」哨聲，通常音調向上且拉長，並以較高長的顫音「 prrrrr…chrr、chrr、chrr」結束。群體之間會唱出一系列下降的交雜音符，在飛行時也可發出哀吟聲「ee-eh、ee-eh、ee-eh」。:284圭拉鵑群體在保衛領地時會以尖銳的聲音呼叫其他個體，並可能會模仿其他鳥類的聲音。:522

### 與其他鳥類的互動
熱帶王霸鶲等其他鳥類會將圭拉鵑視作潛在的威脅並加以驅趕。:281當地的地鳩對其存在感到害怕。:281這種鳥類也會驅趕鷹。:281

## 威脅與天敵
圭拉鵑可能會在冬天因寒冷而死亡。:280

## 數量與保護情況
在某種程度上，圭拉鵑受益人類開發高大森林後製造的開闊空地，並導致牠們移居到以前不曾出現過的地區，並成為沿路上最常見的鳥類。:281據稱其過去居住在內陸地區，並在19世紀初時才移居至巴西東部地區。:284現在可能正在朝向秘魯東南部擴張中。
其數量並未被實際評估過，但在2021年的一份研究中預測約有940萬隻圭拉鵑。因其極大的分佈範圍跟未見下降的數量趨勢，在《國際自然保護聯盟瀕危物種紅色名錄》中被列入無危物種。

## 與人類的關係
圭拉鵑常常被動物園所飼養。:544在圈養環境下，牠們已有成功繁殖的記錄，但幼鳥會需要人工飼養。:603

## 外部連結
- VIREO上圭拉鵑的圖片
- Xeno-canto上圭拉鵑的叫聲 （页面存档备份，存于）
- 繪有圭拉鵑的郵票收藏網站 （页面存档备份，存于）
- 大英百科全書網路版的介紹 （页面存档备份，存于）